# 塔尔格拉姆
塔尔格拉姆（Talgram），是印度北方邦Kannauj县的一个城镇。总人口10360（2001年）。

## 人口
该地2001年总人口10360人，其中男性5493人，女性4867人；0—6岁人口1960人，其中男1059人，女901人；识字率45.59%，其中男性为53.43%，女性为36.74%。